# 2002년 4월
| 2002년: 1월 · 2월 · 3월 · 4월 · 5월 · 6월 · 7월 · 8월 · 9월 · 10월 · 11월 · 12월 |

| <          | 2002년 4월  | 2002년 4월 | 2002년 4월 | 2002년 4월 | 2002년 4월 | >           |
| 일         | 월          | 화         | 수         | 목         | 금         | 토          |
|            | 1 2.19 기해 | 2 20 경자  | 3 21 신축  | 4 22 임인  | 5 23 계묘  | 6 24 갑진   |
| 7 25 을사  | 8 26 병오   | 9 27 정미  | 10 28 무신 | 11 29 기유 | 12 30 경술 | 13 3.1 신해 |
| 14 2 임자  | 15 3 계축   | 16 4 갑인  | 17 5 을묘  | 18 6 병진  | 19 7 정사  | 20 8 무오   |
| 21 9 기미  | 22 10 경신  | 23 11 신유 | 24 12 임술 | 25 13 계해 | 26 14 갑자 | 27 15 을축  |
| 28 16 병인 | 29 17 정묘  | 30 18 무진 |            |            |            |             |

| 편집하기 |

## 2002년4월 21일
- 고이즈미 준이치로 일본 총리가 야스쿠니 신사를 참배하다.

## 2002년4월 15일
- 경상남도 김해시 부근에서 중국국제항공 여객기가 추락했다.

## 2002년4월 3일
- 서울 지하철 9호선 기공식이 개최되었다.